# Philippe Morillon
Philippe Morillon este un om politic francez, membru al Parlamentului European în perioada 1999-2004 din partea Franței. 
1. ↑  Philippe Morillon, Roglo
2. ↑  Philippe Morillon, Babelio
3. ↑  Philippe MORILLON, Le Delarge
4. ↑  Autoritatea BnF, accesat în 10 octombrie 2015
5. 1 2  Deputații în Parlamentul European
6. 1 2   https://www.icty.org/en/content/general-philippe-morillon Lipsește sau este vid: |title= (ajutor)